# Hugo Sperrle
Hugo Sperrle, född 7 februari 1885 i Ludwigsburg i Württemberg, död 2 april 1953 i München, Bayern, var en tysk militär; general av flygvapnet, General der Flieger, från 1 april 1937 och generalfältmarskalk från 19 juli 1940.

## Biografi
Sperrle tog värvning i det tyska infanteriet 1903 och tjänade under första världskriget som observatör i Tyska kejsarrikets flygtrupper, Die Fliegertruppen des deutschen Kaiserreiches, som bildades i oktober 1913. Efter kriget gick han med i en högerextrem, paramilitär frikår, och då det tyska flygvapnet förbjöds efter Versaillesfreden gick han med i armén. 
När Luftwaffe, på order av Adolf Hitler, bildades av Hermann Göring, utsågs Sperrle till generalmajor 1 oktober 1935. 1936 ledde han Legion Condor i de tyska insatserna i Spanien under inbördeskriget i bland annat Brunete, Teruel, Aragonien och Ebro. 1937 återvände han till Tyskland och utsågs 1940 till generalfältmarskalk för Luftflotte 3 och fick stor betydelse för krigföringen i samband med slaget om Storbritannien. 
Han blev kvar i Frankrike och misslyckades sedermera att förhindra de allierades landstigning i Normandie vilket ledde till hans avsättande. 1948 friades Sperrle från alla anklagelser om krigsförbrytelser.